# Ngô Tùng Châu
Ngô Tùng Châu hay Ngô Tòng Chu (chữ Hán: 吳從周, 1752 - 5 tháng 7, 1801) là khai quốc công thần của nhà Nguyễn trong lịch sử Việt Nam. Cùng với Võ Tánh, ông đã ra sức cố thủ thành Bình Định trong nhiều tháng dài, cầm chân được đội quân hùng mạnh của nhà Tây Sơn, tạo cơ hội cho chúa Nguyễn vượt biển đánh lấy được kinh đô Phú Xuân, hoàn thành công cuộc thống nhất Việt Nam.

## Tiểu sử

### Phụng sự cho nhà Nguyễn
Ngô Tùng Châu là người thôn Thái Thuận, xã Cát Tài, huyện Phù Cát, trấn Quy Nhơn. Ông chào đời năm 1752 dưới thời Võ vương Nguyễn Phúc Khoát.
Năm 1764 lúc ông mới 12 tuổi theo cha là Ngô Tùng Trang vào sống ở Vùng Gò Công. Vào khoảng năm 1783 - 1788 cùng thời gian Võ Tánh cũng tụ tập nhân mã tại vùng Gò Công để giúp dân phòng thủ các mối nguy hiểm vùng đất mới khai phá, sau này theo chúa Nguyễn lập nghiệp, thì cũng là lúc Ngô Tùng Châu theo học với cụ Võ Trường Toản (? - 1792), người lánh nạn giặc Tây Sơn mà về định cư ở đây và mở trường dạy học. Trong hơn mấy trăm môn đệ của Võ Trường Toản thì Ngô Tùng Châu là môn sinh cao đệ nhất".
Biết tài năng và đức độ, chúa Nguyễn Phúc Ánh cho Ngô Tùng Châu làm Chế các ở Viện Hàn lâm. Rồi ông cùng với Trịnh Hoài Đức, Lê Quang Định, Hoàng Minh Khánh và chín người nữa, được cử làm Điền tuấn quan để coi việc đốc sức dân khai khẩn ruộng đất ở Gia Định. Về sau thăng đến Tham tri bộ Lễ. Năm 1797, Nguyễn vương sai ông Ngô Tùng Châu hiệp cùng nguyên Lễ bộ kiêm Đốc học Nguyễn Thái Nguyên làm chức phụ đạo, tức là dạy học cho con trưởng của vương là Đông cung Thái tử Nguyễn Phúc Cảnh. Ông cố từ rằng
Thần tài ít hạnh kém, tự hổ được ghé vào ban Văn, chỉ sợ bỏ thiếu chức vụ, về chức phụ đạo, thần sợ không làm nổi.
Nguyễn vương dụ
Đông cung là ngôi trừ nhị của nước, chọn người làm sư phó, không ngươi thì không được, ngươi chớ từ.
Từ đó Tùng Châu làm Phụ giảng cho Đông cung, hết lòng sửa chữa nói thẳng không ẩn giấu gì, rất được Đông cung kính trọng. Một hôm giảng thiên Nhạc ký, Tùng Châu nói rằng
Người đời xưa làm nhạc cùng trời đất cùng khí hòa.
Đông cung đáp
Người đời xưa làm nhạc như thế để cảm động đến trời đất, quỷ thần. Nay cúng tế ở miếu theo tục dùng bọn nữ nhạc, chèo hát, là rất vô vị.
Giảng bàn đến đêm khuya, vẫn không biết mỏi. Khi Tùng Châu khen ngợi Đông cung chăm đọc sách, Đông cung đáp
Hán Cao Tổ, Tống Thái Tổ đều là vua giỏi dựng nên cơ nghiệp. Hán Cao Tổ thì nói: Ta vì ngồi trên cật ngựa mà được thiên hạ, dùng thi thư làm gì mà Tống Tổ thì tuy ở trong quân chưa từng bỏ quyển sách, chỉ một việc ấy đủ biết hai vua kia đã cách nhau xa lắm.
Tham tri bộ Hộ là Nguyễn Văn Mỹ có công cầm cương giàn ngựa đi theo Nguyễn vương, nhưng làm quan thì góp nhặt lấy thuế nặng của dân, lúc chết được thờ ở đền Hiển Trung. Ngô Tùng Châu can rằng
Đền Hiển trung đặt ra là để khuyên người trung. Mỹ là bề tôi ăn trộm lấy gì để mà khuyên người được, xin truất đi.
Nhưng Nguyễn Ánh cho rằng Mỹ là người có công, không nỡ truất bỏ, mà cũng khen lời Tòng Chu là ngay thẳng.
Ở Gia Định tục chuộng đạo Phật. Có nhà sư tên Cao phạm tội, vương muốn giết và truyền lệnh phàm các sư tăng dưới 50 tuổi đều phải chịu sai dịch như người thường. Các quan có ý ngăn cản, Tùng Châu nói với Đông cung rằng
Nhà vua ruồng bỏ đạo Phật, là việc rất hay, các quan không biết tán thành việc hay, lại có lời chê về việc ấy. Nếu việc ấy giữa chừng thôi đi, thì kẻ kia tất ngông cuồng gấp hai ngày trước. Kể ra thần không phải có ghét riêng gì người sư nhưng cái hại về đạo Phật đạo Lão quá hơn đạo họ Dương, họ Mặc nên phải nói đến mà thôi.
Đông cung bảo là phải, Tòng Chu bèn dâng sớ nói thẳng đến chỗ hại về đạo Phật, ý vua mới quyết.

### Tử tiết với Bình Định
Năm Kỷ Mùi 1799, Ngô Tùng Châu theo chúa Nguyễn đem quân ra phía Bắc đánh nhau với quân Tây Sơn. Đến tháng 5, quân của chúa Nguyễn đến vây thành Quy Nhơn. Vua Cảnh Thịnh nhà Tây Sơn bèn sai Trần Quang Diệu và Vũ Văn Dũng đem binh vào cứu nhưng mới đến Quảng Nghĩa thì bị đánh bại. Quan trấn thủ là Lê Văn Thanh thấy viện binh đến không được, mà lương thực ở trong thành hết cả, bèn cùng các tướng mở cửa ra hàng. Nguyễn vương đem quân vào thành, cho đổi tên là thành Bình Định, rồi giao cho Võ Tánh và Ngô Tùng Châu ở lại trấn giữ.
Đến tháng 1 năm Canh Thân (1800), quân của Trần Quang Diệu và Vũ Văn Dũng đến vây thành Bình Định. Võ Tánh cùng Ngô Tùng Châu cố lo phòng thủ, không ra đánh. Hay tin, chúa Nguyễn liền đem đại binh ra, nhưng vì quân bộ và quân thủy không phối hợp với nhau được, nên việc giải cứu không thành. Tùng Châu hiệp theo với Võ Tánh ở lại trấn, quân giặc bao vây, gần đến 2 năm, cùng Tánh giữ lấy thành cố giữ, tùy phương phòng chống, lấy trung nghĩa khuyến khích quân lính, người đều vui lòng liều chết, không ai làm phản cả.
Đến tháng 1 năm Tân Dậu (1801), sau khi đốt được gần hết thủy trại cùng tàu thuyền của Tây Sơn ở cửa Thị Nại<, khiến tướng Vũ Văn Dũng bỏ vùng biển chiến lược này về hợp binh với Trần Quang Diệu, thì thành Bình Định càng bị vây ngặt. Liệu không thể đánh phá được, chúa Nguyễn cho người lẻn vào thành bảo Võ Tánh và Ngô Tùng Châu bỏ thành mà ra. Nhưng Võ Tánh phúc thư lại rằng: ...quân tinh binh của Tây Sơn ở cả Quy Nhơn, vậy xin đừng lo việc giải vây vội, hãy nên kíp ra đánh lấy Phú Xuân thì hơn. Nghe lời Võ Tánh, Nguyễn vương dẫn đại quân tiến đánh và thu phục được Phú Xuân vào ngày mùng 3 tháng 5 năm Tân Dậu (15 tháng 6 năm 1801).
Nhận được tin dữ, Trần Quang Diệu và Võ Văn Dũng cử quân ra cứu nhưng bị quân của Lê Văn Duyệt đánh chặn phải lui về, nên càng đốc quân đánh gấp cốt chiếm cho được thành Bình Định.
Hoàng Việt hưng long chí kể: 
Trong thành hết sạch lương ăn, Võ Tánh cho quân sĩ làm thịt voi ngựa mà ăn. Có người khuyên mở đường máu vượt vòng vây mà ra, nhưng Tánh thấy quân sĩ đều đã đói, không muốn đánh liều. Lại bí mật đưa thư hẹn với Nguyễn Văn Thành ban đêm đem quân tới đồn Phú Quý để đón người trong thành trốn ra. Nhưng điểm lại trong hàng tướng hiệu thiếu một viên vệ úy, Võ Tánh bàn với Ngô Tùng Châu bỏ không thực hiện vì sợ kế hoạch đã bị tiết lộ. Rồi Võ Tánh sai quân sĩ lấy củi khô đem chất đống trước lầu Bát Giác, đặt thuốc dẫn hỏa lên trên, rồi bảo với các tướng rằng:...Ta không muốn cho quân giặc nhìn mặt, ta chết với lửa !
Nói đoạn, Võ Tánh sai người ra trao cho Trần Quang Diệu một bức thư có câu
Phận ta là chủ tướng, đành một chết với cờ. Còn như quân sĩ không tội tình gì, xin chớ nên giết hại.
Buổi sớm hôm đó, Tùng Châu đến hỏi mưu kế phá giặc, thì Võ Tánh chỉ tay vào lầu Bát Giác nói rằng
Đấy là kế của ta đấy. Ta làm chủ tướng không cùng giặc đều sống, ông là văn thần, địch tất không giết, nên mưu để tự toàn lấy tính mạng thì hơn.
Tùng Châu trả lời rằng
Trung ái là một, văn võ có kể gì. Tướng quân có thể vì nước chết về nạn, Tùng Châu này lại không thể làm người bề tôi chết về trung ư.
Rồi về nhà, mặc triều phục chỉnh tề, trông về cửa khuyết bái lạy, rồi uống thuốc độc chết. Võ Tánh nghe tin báo, đau buồn nói: Thế là Ngô quân đã đi trước ta rồi...Nói đoạn đi ngay đến công dinh của Ngô Tùng Châu, lo việc khâm liệm mai táng... Việc đó xảy ra ngày 25 tháng 5 năm Tân Dậu (ngày 5 tháng 7 năm 1801). Hai ngày sau, Võ Tánh cũng tự thiêu mà chết ở lầu Bát Giác. Khi chiếm được thành, Trần Quang Diệu tỏ ra xúc động trước sự trung dũng của Võ Tánh và Ngô Tùng Châu, sai người tẩm liệm thi hài hai ông tử tế, rồi theo lời yêu cầu của Võ Tánh, không giết hại hàng binh nhà Nguyễn.

## Ghi công
Năm 1802, Nguyễn vương tiêu diệt Tây Sơn, đặt niên hiệu là Gia Long năm 1806 lên ngôi Hoàng đế lập ra Vương triều Nguyễn. Trong năm 1802, truy tặng Ngô Tùng Châu là Tán trị công thần đặc tiến Kim tử Vinh lộc đại phu, Trụ quốc Thái sư, tước Châu Quận Công thụy là Trung Ý, cùng với Hoài Quốc công Võ Tánh hợp thờ ở đền Chiêu trung.
Mộ Ngô Tùng Châu hình chữ nhật (đây là mộ giả vì thi hài Ngô Tùng Châu đã được đưa về chôn ở Phù Cát) nằm kề bên mộ Võ Tánh hình tròn trên có đắp biểu tượng một con dơi. Vì thân thể Võ Tánh đã bị cháy hết nên mộ ở thành Bình Định và mộ ở Phú Nhuận, đều chôn hình nhơn bằng sáp. Lăng nằm trên nền cũ của nội cung thành Hoàng Đế của Nguyễn Nhạc, cũng là thành Đồ Bàn của vua Chăm xưa. Lấy lầu Bát Giác (nơi Võ Tánh tự thiêu) làm nơi hương hỏa cho họ Võ, họ Ngô.
Lúc Ngô Tùng Châu tuẫn tiết, Nguyễn Ánh thương khóc mãi, và hỏi quan hầu là Phạm Ngọc Uẩn, biết được Ngô Tùng Châu không có con, chỉ có cháu họ gọi là Ngô Tùng Hoảng, nuôi làm thừa tự. Vua bèn dụ Tùng Hoảng rằng
Nêu khen người trung tiết là điển lễ thường của nhà nước. Cha ngươi nhận sự ủy thác coi giữ từ ngoài cửa kinh thành trở ra, hết lòng trung giữ vẹn tiết, sáng tỏ như mặt trời; truy nhớ đến người huân lai cố cựu, đặc biệt cấp cho tự dân, tự điền. Ngươi phải đời đời nối giữ, để cung việc thờ tự lâu dài.
Năm thứ 3 Gia Long (1804), liệt vào thờ tại đền Hiển trung ở Gia Định, lại cấp tự điền, tự dân, mộ phu, sai Tòng Hoảng phụng thờ. Năm thứ 4 (1805), cho tế phụ ở Thái Miếu. Năm thứ 9 (1810), liệt vào thờ ở miếu Trung Hưng công thần. Năm Minh Mạng thứ 2 (1821) cấp cho vợ ông là Võ thị mỗi năm 50 quan tiền, 50 phương gạo. Năm thứ 5 (1824) đổi cho phụ tế ở Thế miếu. Năm thứ 12 (1831) truy tặng là Tá vận Công thần, Đặc tiến Vinh lộc Đại phu, Hiệp biện đại học sĩ, Thiếu sư, kiêm Thái tử Thái sư, đổi tên thụy là Trung Mẫn, tước Ninh Hòa Quận công, phụ tế ở miếu đình như cũ.
Sau Tùng Hoảng chết, lấy Tùng Hòa tập ấm là Cẩm y hiệu úy, coi việc thờ tự.

## Đánh giá
Sách Đại Nam liệt truyện chép
Hai người (Võ Tánh và Ngô Tùng Châu) cố chết giữ thành trơ trọi một mình, giặc đem hết quân vây hãm vua, nhân lúc giặc ít quân sơ hở, vua tiến lấy được thành Phú Xuân, công ấy không ai lớn hơn được. Cho nên người ví với Trương Tuần, Hứa Viễn đời nhà Đường vậy.
Trong bài Văn tế Phò mã Chưởng hậu quân Võ Tánh và Lễ bộ thượng thư Ngô Tùng Châu do Đặng Đức Siêu soạn, được đọc trong lễ truy điệu trọng thể, có đoạn:
Miền biên khổn, hai năm chia sức giặc, vững lòng tôi bao quản thế là nguy;
Cõi Phú Xuân, một trận thét uy trời, nặng việc nước phải lấy mình làm nhẹ.
Sửa mũ áo lạy về Bắc khuyết, đuốc quang minh hun mát tấm trung can;
Chỉ non sông giã với cô thành, chén tân khổ nhấp ngon mùi chính khí...
Nhà nghiên cứu Nguyễn Đình Đầu viết:
Nổi tiếng nhất đương thời là nhóm Gia Định tam gia, gồm ba nhân vật lỗi lạc là Trịnh Hoài Đức, Lê Quang Định và Ngô Nhân Tịnh. Sự thực, Ngô Tùng Châu cũng là tay văn học kiệt suất, tiếc rằng chết sớm, nên đời sau ít nói tới. Là học trò đầu hạng của Võ Trường Toản, ông rất được Nguyễn Phúc Ánh phục tài và tin dùng. Bởi vậy, sau khi được thăng chức Tham tri bộ Lễ, ông còn được cử làm phụ đạo dạy Đông cung Cảnh (Nguyễn Phúc Cảnh) mà lâu nay do thầy Bá Đa Lộc kèm dạy, Ngô Tùng Châu đã nhận lấy và làm tròn một việc khó khăn tế nhị.

## Đường phố
Ở Thành phố Hồ Chí Minh trước năm 1985 có tới hai con đường mang tên Ngô Tùng Châu. Đường Ngô Tùng Châu của Đô thành Sài Gòn cũ hiện nay là đường Lê Thị Riêng ở quận 1; còn đường Ngô Tùng Châu của tỉnh Gia Định cũ nay là đường Nguyễn Văn Đậu ở quận Phú Nhuận và quận Bình Thạnh. Điều đặc biệt là cả hai con đường mang tên Ngô Tùng Châu này đều bị đổi tên vào cùng ngày 4 tháng 4 năm 1985. Chính vì vậy, khi gia đình nghệ sĩ Thanh Nga bị sát hại vào năm 1978 trên con đường này (thuộc khu vực quận 1) thì lúc đó vẫn còn gọi là đường Ngô Tùng Châu. Ở Mỹ Tho trước đó cũng có đường Ngô Tùng Châu sau đổi thành đường Nguyễn Văn Nguyễn. Tuy nhiên ở thành phố Gò Công, hiện nay vẫn còn đường Ngô Tùng Châu.